# Emmanuel Fries

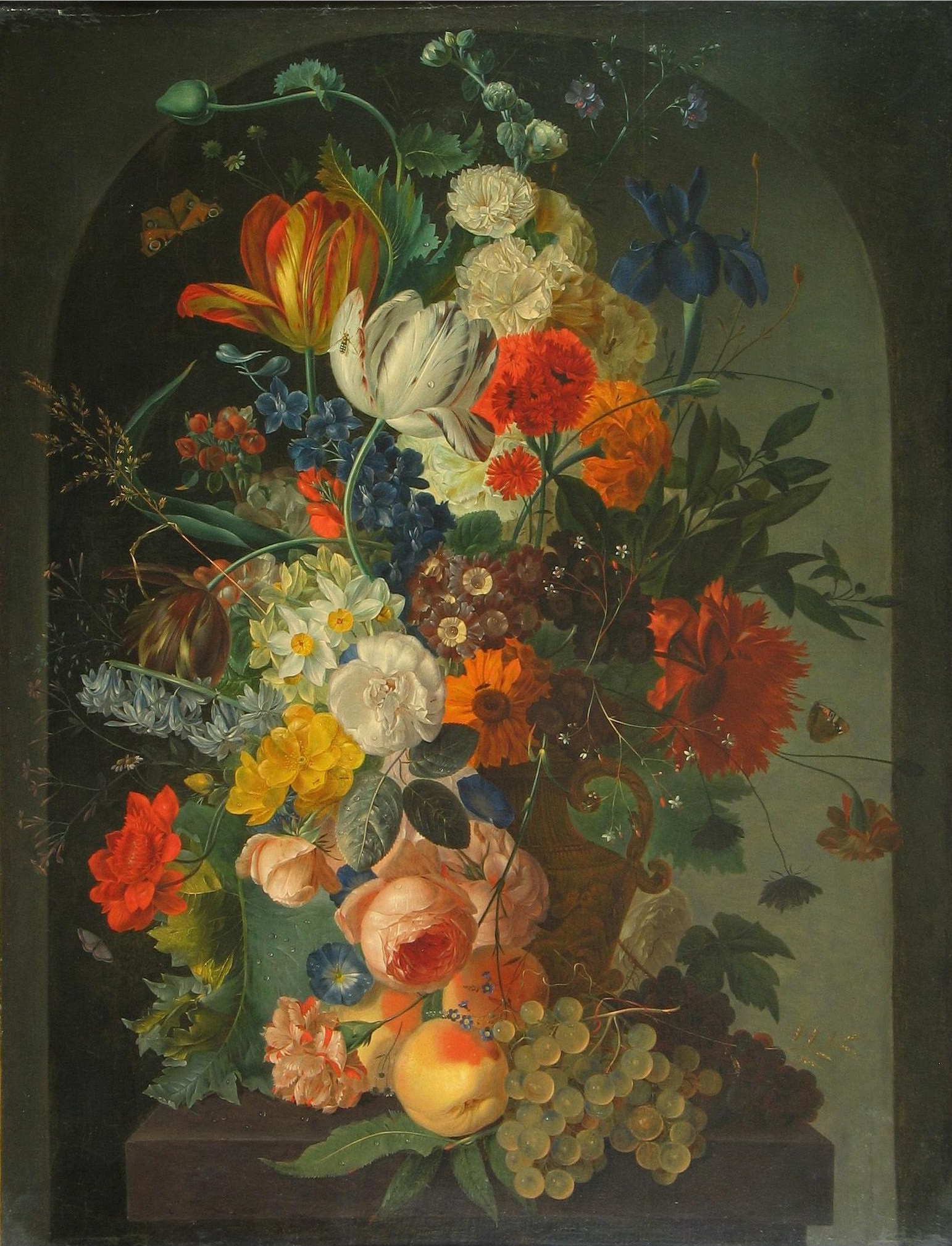
Undatiertes Blumenstillleben, Sammlung Smidt van Gelder, Antwerpen

Emmanuel Fries (* 17. Juli 1778 in Mülhausen; † 21. Januar 1850 oder 1852 ebenda) war ein elsässischer Maler und Textilzeichner. Er war ein Schüler von Jean-Baptiste Regnault und arbeitete für die Mülhäuser Textilindustrie.

## Herkunft
Sein Vater war Emmanuel Fries, Doktor der Medizin, und seine Mutter Élisabeth Risler. 
Am 9. Mai 1800 heiratete Emmanuel Fries Barbe Schlumberger (1783–1860), Tochter von Jean-Ulric Schlumberger, Tuchhändler, und Salomé Spoerlin. Aus dieser Ehe gingen fünf Kinder hervor, vier Söhne und eine Tochter, Élisabeth Fries, die den Maler Jean Benner heiratete.

## Biografie
Emmanuel Fries verbrachte etwa sieben Jahre in Paris, um die Werke der bedeutendsten Meister zu studieren. Während dieser Zeit war er eng befreundet mit M. Grosjean, mit dem er Wohnung und Arbeit teilte. Im Jahr 1800 nahm er die Stelle eines Zeichners an und übte diese bis 1824 aus. Zwischen 1820 und 1824 war er auch geschäftlich am Haus Blech, Fries & Cie in Mülhausen beteiligt und zugleich Mitglied des Stadtrats von Mülhausen, als Beigeordneter des Bürgermeisters. Fries zeichnete sich insbesondere im Bereich der Druckvorlagen aus – zunächst bei Randmustern für Taschentücher, später – als der Walzendruck ab 1816 verbreiteter wurde – mit Entwürfen, die zu den besten ihrer Zeit gehörten und großen Anklang fanden. Er beendete seine Laufbahn in Mülhausen am 21. Januar 1850.

## Werke
- Antwerpen, Smidt-van-Gelder-Museum, « Bouquet de fleurs dans une niche ».
- Mulhouse, Museum für bildende Künste in Mulhouse, « Deux natures mortes ».